# TuRa Ludwigshafen
TuRa Ludwigshafen – niemiecki klub piłkarski z siedzibą w mieście Ludwigshafen am Rhein, w kraju związkowym Nadrenia-Palatynat, działający w latach 1938–1964.

## Historia
Klub został założony w 1938 jako TuRa 1882 Ludwigshafen (fuzja klubów Fussballgesellschaft 03 Ludwigshafen, Sportclub Germania 04 Ludwigshafen i Männerturnverein 1882 Ludwigshafen).
W 1945 został rozwiązany i na nowo założony jako TuRa 1882 Ludwigshafen. 29 maja 1964 połączył się z Phönix Ludwigshafen tworząc Südwest Ludwigshafen.

## Sukcesy
- 3 sezony w Gaulidze Südwest/Mainhessen (1. poziom): 1941/42-1943/44.
- 12 sezonów w Oberlidze Südwest (1. poziom): 1950/51-1955/56 i 1957/58-1962/63.
- 1 sezon w 2. Oberlidze Südwest (2. poziom): 1956/57.
- 1 sezon w Regionallidze Südwest (2. poziom): 1963/64.
- wicemistrz 2. Oberliga Südwest  (2. poziom): 1957 (awans do Oberligi Südwest)